# Кешинці
45°21′ пн. ш. 18°33′ сх. д. / 45.35° пн. ш. 18.55° сх. д.
Кешинці (хорв. Kešinci) — населений пункт у Хорватії, в Осієцько-Баранській жупанії у складі громади Семельці.

## Населення
Населення за даними перепису 2011 року становило 834 осіб.
Динаміка чисельності населення поселення:

## Клімат
Середня річна температура становить 11,03 °C, середня максимальна – 25,32 °C, а середня мінімальна – -6,09 °C. Середня річна кількість опадів – 697 мм.
| Клімат поселення                              | Клімат поселення | Клімат поселення | Клімат поселення | Клімат поселення | Клімат поселення | Клімат поселення | Клімат поселення | Клімат поселення | Клімат поселення | Клімат поселення | Клімат поселення | Клімат поселення | Клімат поселення |
| Показник                                      | Січ.             | Лют.             | Бер.             | Квіт.            | Трав.            | Черв.            | Лип.             | Серп.            | Вер.             | Жовт.            | Лист.            | Груд.            |                  |
| Середній максимум, °C                         | 5,70             | 7,92             | 12,58            | 17,14            | 22,20            | 25,32            | 25,21            | 24,90            | 20,92            | 15,41            | 9,50             | 5,50             |                  |
| Середня температура, °C                       | −0,2             | 2,00             | 6,70             | 11,22            | 16,31            | 19,41            | 21,11            | 20,81            | 16,82            | 11,31            | 5,40             | 1,40             |                  |
| Середній мінімум, °C                          | −6,09            | −3,87            | 0,79             | 5,36             | 10,42            | 13,54            | 17,00            | 16,71            | 12,72            | 7,21             | 1,30             | −2,7             |                  |
| Норма опадів, мм                              | 45               | 41               | 43               | 53               | 64               | 89               | 67               | 63               | 53               | 59               | 66               | 54               |                  |
| Середньомісячна швидкість вітру, м/с          | 2.18             | 2.40             | 2.70             | 2.60             | 2.30             | 2.10             | 2.10             | 1.90             | 1.90             | 2.01             | 2.13             | 2.20             |                  |
| Середньомісячна сонячна радіація, кДж/м²·день | 4290             | 6989             | 10989            | 15497            | 19304            | 21333            | 22298            | 20361            | 14987            | 9462             | 4870             | 3593             |                  |
| --------------------------------------------- | ---------------- | ---------------- | ---------------- | ---------------- | ---------------- | ---------------- | ---------------- | ---------------- | ---------------- | ---------------- | ---------------- | ---------------- | ---------------- |
| Джерело:                                      |                  |                  |                  |                  |                  |                  |                  |                  |                  |                  |                  |                  |                  |